# Kohren-Sahlis
Kohren-Sahlis – dzielnica (Ortsteil) miasta Frohburg w Niemczech, w kraju związkowym Saksonia, w powiecie Lipsk (do 31 lipca 2008 w powiecie Leipziger Land). Do 29 lutego 2012 w okręgu administracyjnym Lipsk. Do 31 grudnia 2017 miasto.

## Geografia
Kohren-Sahlis leży ok. 31 km na północ od Chemnitz.

## Przypisy

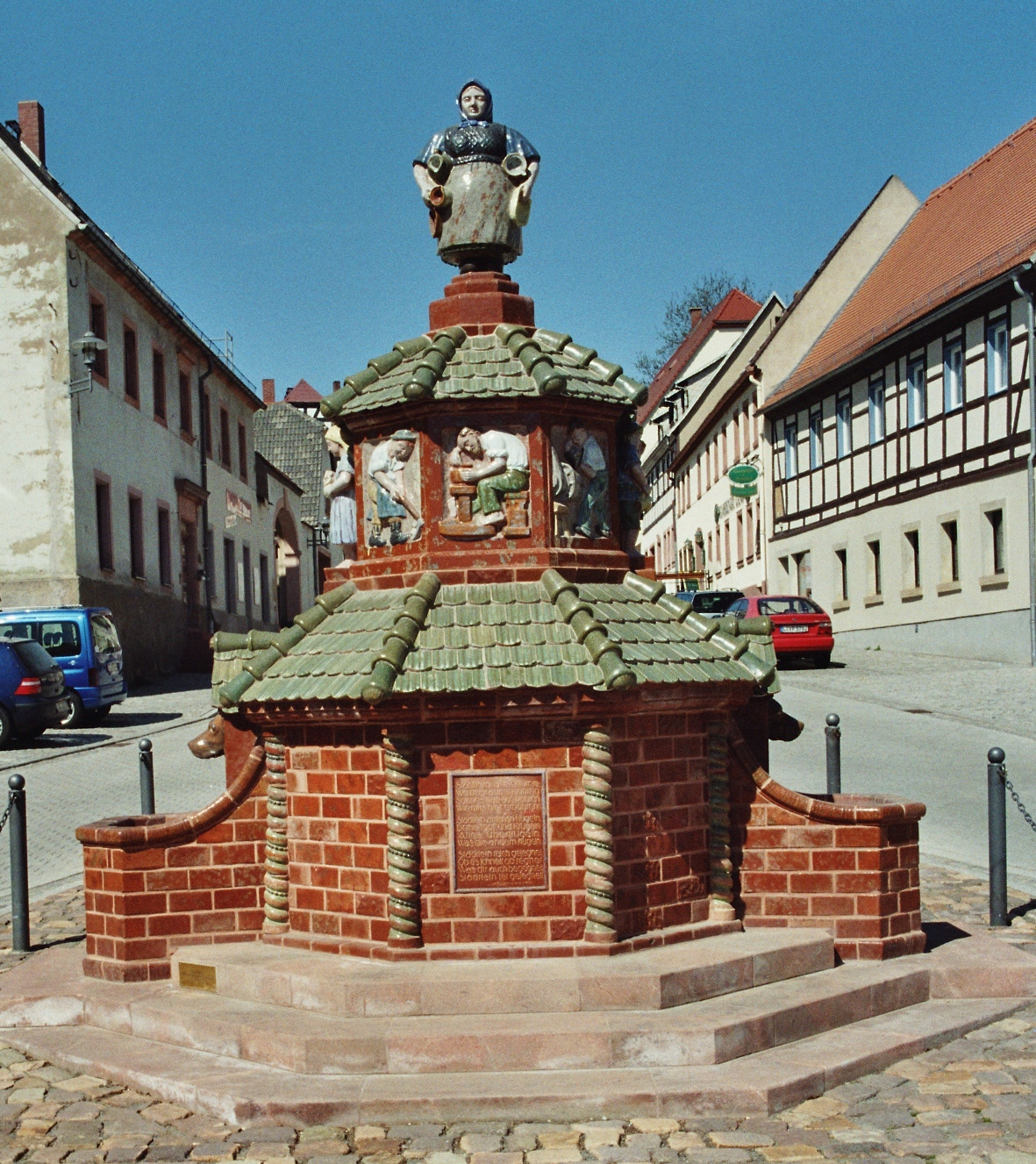
Studnia w Kohren-Sahlis

## Współpraca
- Laichingen, Badenia-Wirtembergia
- Montottone, Włochy